# قرة بلاغ (بشت أربابا)
قرة بلاغ (بالفارسية: قره بلاغ) هي قرية تقع في إيران في قسم بشت أربابا الريفي. يقدر عدد سكانها بـ 52 نسمة بحسب إحصاء 2016.